# دنیس آنتیوخ
دنیس انتیوخ (اوکراینی: Денис Миколайович Антюх؛ زادهٔ ۳۰ ژوئیهٔ ۱۹۹۷) بازیکن فوتبال اهل اوکراین است.